# ブラックバーン シャーク

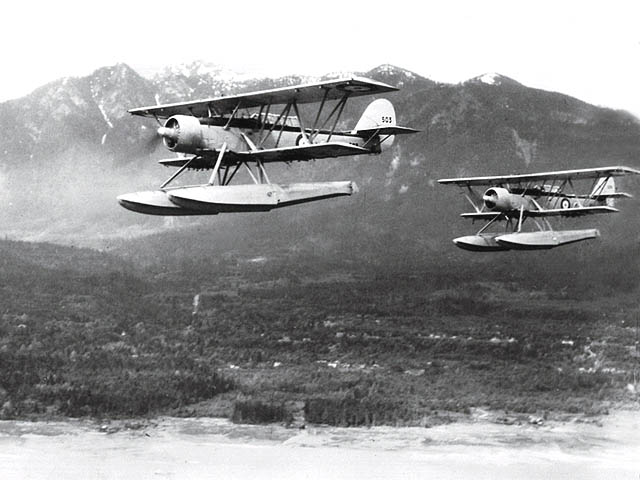
フロートを装備したカナダ空軍のシャーク

ブラックバーン シャーク（Blackburn Shark）は第一次世界大戦と第二次世界大戦の間にイギリス海軍で採用された複葉の艦上雷撃機である。製造はブラックバーン・エアクラフト社で、ブラックバーン バフィンの後継機となる3座の雷撃・偵察機の仕様に従って開発され1933年に初飛行した。頑丈で整備のしやすい機体だったが、搭載していたアームストロング・シドレー製タイガーエンジンの信頼性が低かったのが泣き所であった。
1934年から使用が開始されたが1937年には、より高性能フェアリーソードフィッシュに置き換えられ後方任務に回された。水上機型を含め252機製され、イギリス以外ではポルトガルとカナダで利用された。カナダではボーイング・カナダ社において17機ライセンス生産も行っている。

## スペック
- 乗員 3名
- 全長：10.75 m
- 全幅：14.02 m
- 全高：3.68 m
- 全備重量：3,687 kg
- エンジン：アームストロング・シドレー タイガー 6 空冷14気筒エンジン (760 hp) × 1
- 最大速度：242 km/h
- 実用上限高度：4,760 m
- 航続距離：1,006 km
- 武装
  - 7.7 mm 機関銃 × 2
  - 魚雷 × 1